# Svenska mästerskapen i kortbanesimning 1987
Svenska mästerskapen i kortbanesimning 1987 avgjordes i Linköping 1987. Det var den 35:e upplagan av kortbane-SM.

## Medaljsummering

### Herrar
| Gren            | Guld                    | Guld                  |
| 50 m frisim     | Göran Titus 22,73       | Örebro SA             |
| 100 m frisim    | Tommy Werner 49,34      | Karlskrona SS         |
| 200 m frisim    | Tommy Werner 1.46,07    | Karlskrona SS         |
| 400 m frisim    | Anders Holmertz 3.48,75 | Motala SS             |
| 1500 m frisim   | Stefan Persson 14.59,47 | Malmö KK              |
| 100 m fjärilsim | Viktor Olsson 54,92     | Helsingborgs S        |
| 200 m fjärilsim | Jan Bidrman 2.00,06     | Malmö KK              |
| 100 m ryggsim   | Hans Fredin 57,59       | Södertörns SS         |
| 200 m ryggsim   | Hans Fredin 2.02,22     | Södertörns SS         |
| 100 m bröstsim  | Peter Berggren 1.02,29  | Skärets SS            |
| 200 m bröstsim  | Anders Peterson 2.18,36 | Mariestads SS         |
| 200 m medley    | Jan Bidrman 2.01,67     | Malmö KK              |
| 400 m medley    | Jan Bidrman 4.16,75     | Malmö KK              |
| 4x100 m frisim  | Helsingborg S 3.20,32   | Helsingborg S 3.20,32 |
| 4x200 m frisim  | Malmö KK 7.23,51        | Malmö KK 7.23,51      |
| 4x100 m medley  | Helsingborg S 3.46,60   | Helsingborg S 3.46,60 |

### Damer
| Gren            | Guld                      | Guld                      |
| 50 m frisim     | Karin Furuhed 26,22       | Borlänge SS               |
| 100 m frisim    | Karin Furuhed 56,06       | Borlänge SS               |
| 200 m frisim    | Agneta Eriksson 2.01,21   | Västerås SS               |
| 400 m frisim    | Anette Möller 4.14,51     | Varbergs Sim              |
| 800 m frisim    | Anna Rosengren 8.43,06    | SK Elfsborg               |
| 100 m fjärilsim | Agneta Eriksson 1.01,82   | Västerås SS               |
| 200 m fjärilsim | Annlo Edenholm 2.16,37    | Södertörns SS             |
| 100 m ryggsim   | Johanna Larsson 1.03,63   | Mariestads SS             |
| 200 m ryggsim   | Johanna Larsson 2.13,63   | Mariestads SS             |
| 100 m bröstsim  | Lisa Lönn 1.12,27         | SS Mora                   |
| 200 m bröstsim  | Helena Kälvehed 2.33,69   | SK Korrugal               |
| 200 m medley    | Anette Philipsson 2.17,65 | Linköpings ASS            |
| 400 m medley    | Anette Philipsson 4.47,05 | Linköpings ASS            |
| 4x100 m frisim  | Kristianstads SLS 3.38,32 | Kristianstads SLS 3.38,32 |
| 4x200 m frisim  | Kristianstads SLS 8.14,85 | Kristianstads SLS 8.14,85 |
| 4x100 m medley  | Mariestads SS 4.18,69     | Mariestads SS 4.18,69     |